# Augustus Color
L'Augustus Color è una società italo-tunisina di post-produzione e produzione cinematografica. Attiva sin dal 1972, è stata fondata da Giacomo Pelliccia (1933-2013) ed è attualmente gestita dai fratelli Augusto e Alessandro Pelliccia nelle vesti rispettivamente di manager e di direttore tecnico e main colorist.

## Attività
L'attività principale dell'Augustus Color riguarda la post-produzione cinematografica, dal montaggio alla color correction alla realizzazione di animazioni ed effetti visivi. Essendo una delle ultime società di post-produzione in tutta Europa a trattare lo sviluppo, la stampa e le lavorazioni della pellicola cinematografica, l'Augustus Color è diventata un punto di riferimento per il cinema arthouse e ha curato la post-produzione di film di registi del calibro di Luca Guadagnino, Pietro Marcello, Alice Rohrwacher, Jonas Carpignano, Andrea Pallaoro e Michelangelo Frammartino. L'Augustus Color ha nondimeno una filiera digitale molto sviluppata e, al momento della realizzazione della serie televisiva Suburra nel 2017, è stato il primo laboratorio di post in Italia ad essere certificato da Netflix per le sue produzioni originali. Al momento del fallimento del distaccamento italiano della Technicolor, l'Augustus Color ha ricevuto in affidamento il lascito materiale dell'azienda, composto da migliaia di negativi cinematografici e copie in positivo per la distribuzione di numerosissimi film del cinema italiano e internazionale del Novecento. Tra i film da allora restaurati dall’Augustus Color, spiccano titoli quali Cristo si è fermato ad Eboli di Francesco Rosi, il peplum Ulisse di Mario Camerini con Kirk Douglas, Siamo uomini o caporali di Camillo Mastrocinque, Le avventure di Pinocchio di Luigi Comencini, Io sono un autarchico di Nanni Moretti, Il vizietto di Edouard Molinaro, Sostiene Pereira di Roberto Faenza, I soliti ignoti di Mario Monicelli, Nostalghia, penultimo film del maestro del cinema russo Andrej Tarkovskij, presentato nel 2022 al Festival del Cinema Ritrovato di Bologna. L'Augustus Color inoltre ha da anni un'importante partnership con il Regno del Marocco per il restauro e la digitalizzazione dell'archivio audiovisivio della famiglia reale, e nel 2023 ha siglato una convenzione con l'Archivio Nazionale del Cinema di Tirana per restaurare il patrimonio filmico albanese a partire da Il generale dell'armata morta, film del 1989 diretto da Dhimitër Anagnosti, tratto dall'omonimo romanzo di Ismail Kadare.
Nel corso degli anni, Augustus Color ha collaborato a numerose produzioni cinematografiche straniere in Italia, tra cui To Rome With Love di Woody Allen del 2012, Exodus - Dei e re di Ridley Scott del 2013 e Spectre della saga di James Bond, diretto da Sam Mendes nel 2015. Tra il 2020 e il 2021 ha curato la produzione esecutiva del film Across the River and Into the Trees diretto da Paula Ortiz, tratto dall'ultimo romanzo di Ernest Hemingway, girato in Veneto e interpretato da un ricco cast corale che vede star hollywoodiane come Liev Schreiber e Josh Hutcherson affiancate da volti italiani del calibro di Matilda De Angelis, Laura Morante e Sabrina Impacciatore. Nel 2023 l'Augustus Color ha fatto invece la produzione esecutiva in Italia della serie televisiva americana The Pendragon Cycle, tratta dall'omonima serie di libri fantasy di Stephen R. Lawhead, prodotta dal colosso mediatico statunitense Daily Wire di Ben Shapiro e Jeremy Boreing per la sua piattaforma streaming, girata in varie location in Italia tra cui Campo Imperatore in Abbruzzo e l'Abbazia di Fossanova. Ha inoltre prodotto il documentario Mondo Sexy del celebre critico cinematografico Mario Sesti, presentato alle Giornate degli autori Mostra del Cinema di Venezia del 2019, e coprodotto Almamula, opera prima del regista argentino Juan Sebastian Torales, presentato al Festival internazionale del cinema di Berlino del 2023.